# Jean-Jacques Goldman
Jean-Jacques Goldman (París, 11 d'octubre de 1951) és un cantautor francés, intèrpret sobretot de música pop i rock. És un dels cantants i músics més famosos de l'estat francès, ja que a més dels seus èxits musicals, és un dels fundadors i membres més actius del grup d'artistes, les Enfoirés. Entre 1990 i 1995, va formar part del trio Fredericks Goldman Jones amb el músic gal·lès Michael Jones i la cantant estatunidenca Carole Fredericks, abans de tornar cap a una carrera de solista, finalitzada el 2003. Fins a l'actualitat, ha venut més de 30 milions de discos.

## Biografia
Jean-Jacques Goldman va nàixer a París el 1951, tercer de quatre fills d'una família d'origen jueu. El seu pare, Alter Mojze Goldman, era un jueu polonès que va ser un heroi de la resistència francesa i la seva mare, Ruth Ambrunn, era alemanya de confessió jueva. Tenia un germanastre, Pierre Goldman, que es feu famós pel seu activisme polític i després per les seves accions de bandidatge, abans de ser assassinat el 1979.
El futur artista va començar els seus estudis musicals tocant violí durant la seva infantesa abans d'iniciar-se al piano. El 1968, va abandonar els estudis de música clàssica per a endinsar-se en el món de la música folk, apassionant-se sobretot per la guitarra. Alhora va obtenir el seu diploma de l'École Des Hautes Études Commerciales a Lilla
El 1969, quan tenia 18 anys, va començar a cantar en una coral de gospel de Montrouge que es deia els Red Mountain Gospellers, però va ser més tard amb el grup que va crear, the Phalansters, que de debò encetà la seva carrera musical.
Tot i així no va ser fins al 1975 amb el grup Taï Phong que començà a tenir certa notorietat artística. Inicialment només havia de substituir el cantant que s'havia fet malalt, amb tot l'èxit de la cançó Sister Jane el propulsà al capdavant del grup. Continuà algun temps amb el grup però aquest no arribà a fer-se un lloc a l'escena musical francesa.
El grup Taï Phong es desfeu el 1979 i el 1981 Jean-Jacques Goldman va decidir d'emprendre una carrera de solista i va ser amb la cançó Il suffira d'un signe que arribà finalment la notorietat a tot l'estat francès del cantant.
El seu segon àlbum, dit Minoritaire, però que es coneix generalment amb el títol Quand la musique est bonne, assolí la xifra considerable d'unes 200.000 còpies venudes, gràcies a algunes cançons que situaren el cantant al capdavant de l'escena musical francesa com ara Au bout de mes rêves o Comme toi. Per aquest disc Goldman rebé el Premi Diamant de la cançó francesa el 1982.
El 1984, després del seu tercer disc Positif es concretà la idea de fer una gira i per a acompanyar-lo, Goldman va pensar aleshores en un músic que havia conegut amb Tai Phong, el guitarrista gal·lès Michael Jones, que esdevingué ràpidament un company imprescindible.
Ell és un graduat de l'EDHEC Business School.

## Discografia

### Amb Taï Phong
- Taï Phong (1975)
- Windows (1976)
- Last Flight (1979)
- Fed Up (1979)
- Les Années Warner (1984)

### Amb el trio Fredericks Goldman Jones
- Fredericks Goldman Jones (1990)
- Sur Scène (en concert, 1992)
- Rouge (1993)
- Du New Morning au Zénith (en concert 1995)
- Pluriel 90/96 (recopilació, 2000)

### Com a solista

#### Àlbums d'estudi
- Démodé (1981)
- Minoritaire (1982)
- Positif (1984)
- Non homologué (1985)
- Entre gris clair et gris foncé (1987)
- En Passant (1997)
- Chansons pour les pieds (2001)

#### Àlbums en viu
- En Public (1986)
- Traces (1989)
- Tournée 1998 En Passant (1999)
- Un Tour Ensemble (2003)

#### Recopilacions
- L'Intégrale 81/91 (1991)
- Singulier 81/89 (1996)
- L'Intégrale 90/00 (2000)
- La collection 81–89 (2008)